# Bremecker Hammer

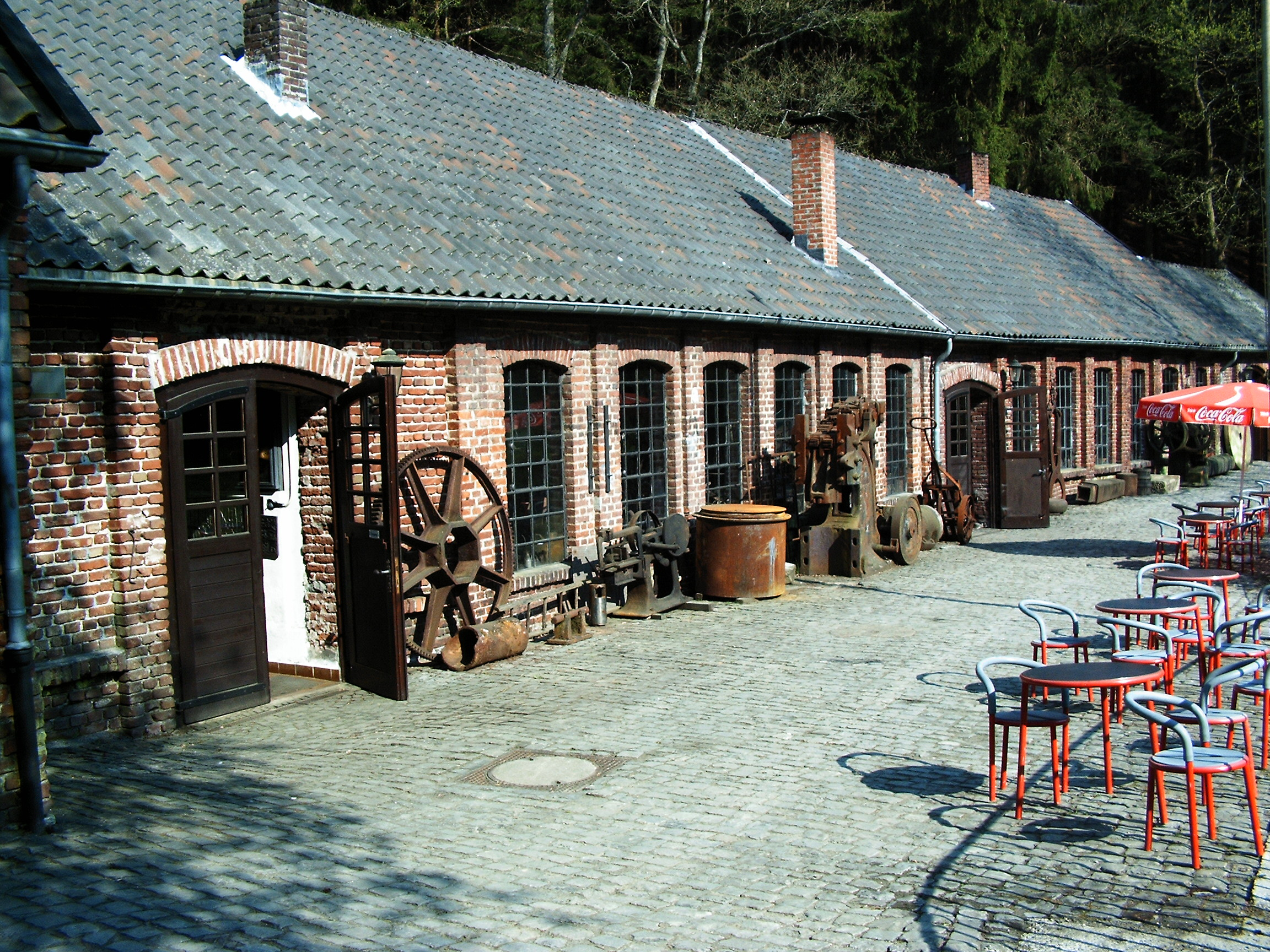
Vorderansicht des Bremecker Hammers

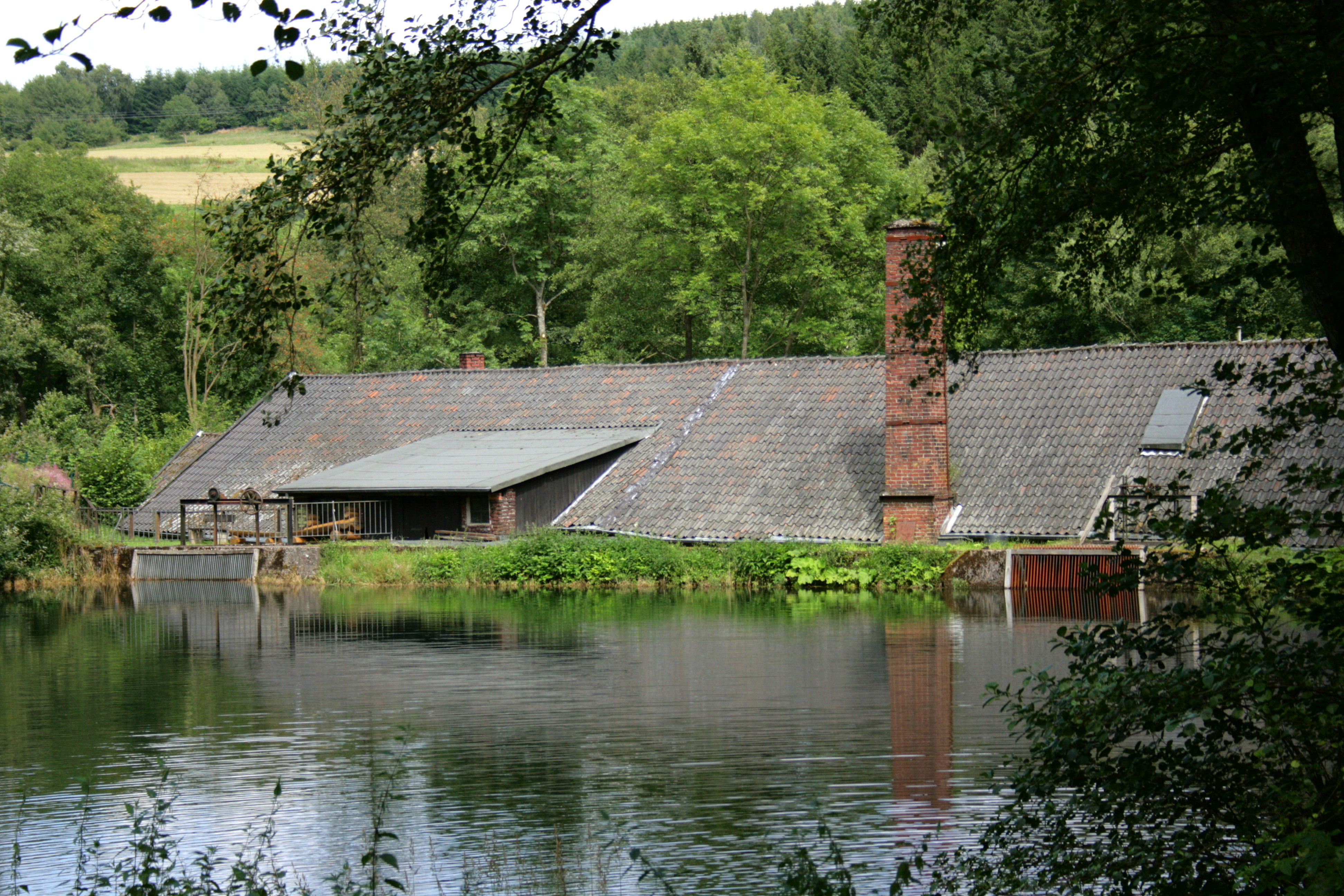
Stauteich der Bremecke hinter dem Hammer

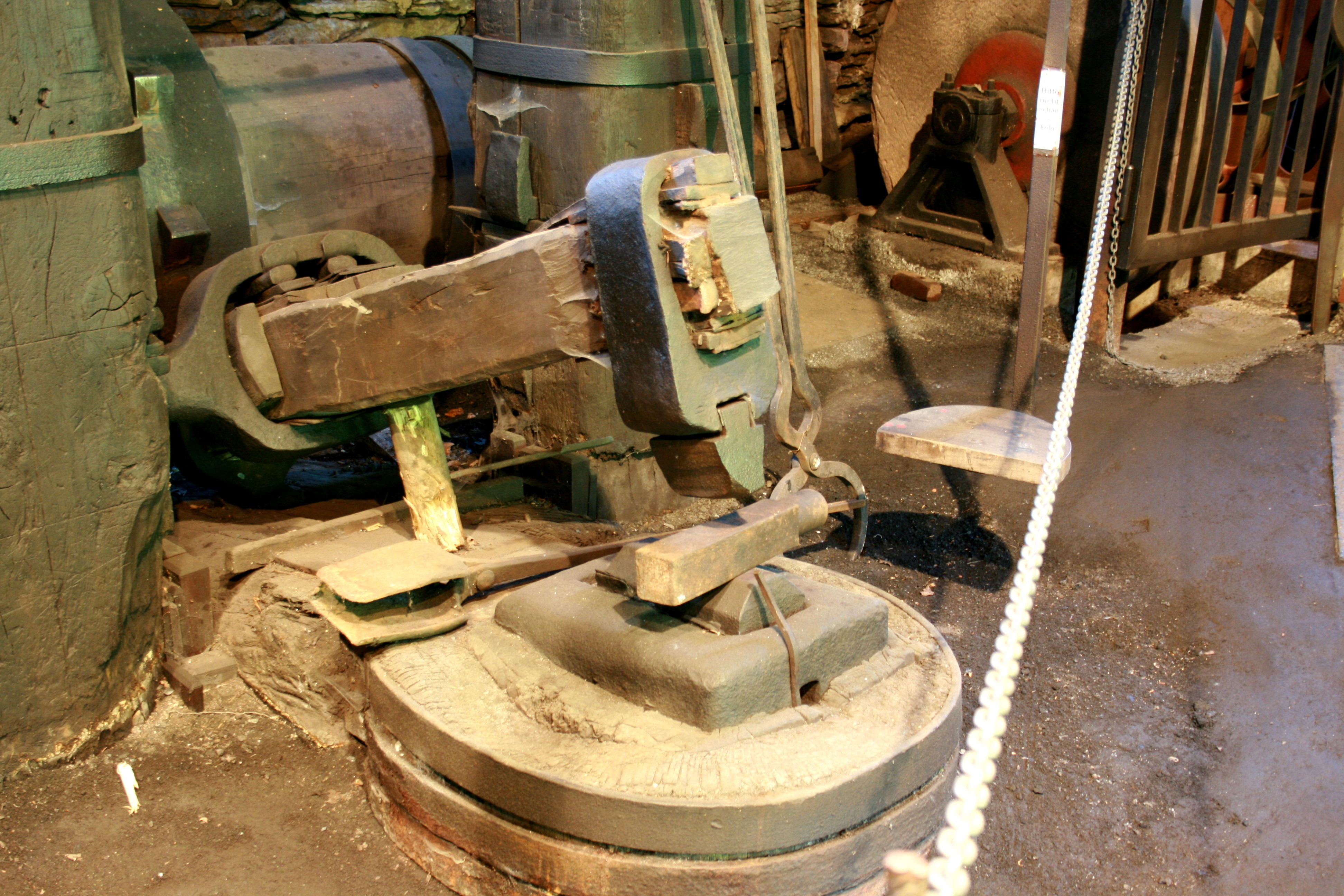
Ein Schwanzhammer im Museum

Der Bremecker Hammer ist ein denkmalgeschütztes Hammerwerk in Lüdenscheid, Nordrhein-Westfalen. Das Gebäude ist seit 1980 ein Museum zur Geschichte des Schmiedehandwerks.

## Beschreibung
Der Bremecker Hammer liegt am Oberlauf der Verse bei Lüdenscheid-Brüninghausen. Er gilt als ein Zeuge der eisengewerblichen Tätigkeit aus vor- und frühindustrieller Zeit. Er ist ab dem Jahr 1753 nachweisbar und erhielt seine heutige bauliche Form um 1880. Er wurde 1972 stillgelegt und 1978 reaktiviert. Um die Anlage betriebsfähig zu erhalten, wurden alle vorhandenen Geräte und Maschinen instand gesetzt. 1980 wurde dort das Schmiedemuseum Bremecker Hammer der Stadt Lüdenscheid eröffnet.
Zur Originalausstattung des Bremecker Hammers gehören etwa die komplette Transmission und eine Turbine mit Elektromotor von 1910. Auch eine Drahtzieherei, eine Stellmacherei, eine Hufschmiede, eine Feilenhauerei, Schmiedefeuer, Glühöfen, Schmiedestücke und zahlreiche Werkzeuge wie Flaschenzüge und Schmiedezangen können besichtigt werden.
Auf dem Doppel-Schwanzhammer aus dem Nahmertal wurde früher das besonders zähe Schmiedeeisen Osemund hergestellt.
Der Bremecker Hammer ist über die Mündung des Baches Bremecke in die Verse gebaut. Dieser Bach treibt, hinter dem Gebäude aufgestaut, ein Wasserrad und somit den Schwanzhammer an. Da ein unterhalb der Versetalsperre abzweigender Graben der Verse seitlich in den Stauteich der Bremecke mündet, wird auch ein Teil der Wasserkraft der Verse genutzt.
Das Museum liegt sowohl an der Märkischen Straße Technischer Kulturdenkmäler als auch an der Europäischen Route der Industriekultur – ein Indiz für die Bedeutung des technikgeschichtlichen Museums Bremecker Hammer.
Mit ihm möchte die Stadt Lüdenscheid nachkommenden Generationen die Entwicklung des Schmiedehandwerks von der Handschmiede bis zum industriellen Fallhammer an einem historischen Standort veranschaulichen. Als besondere Attraktion gelten die regelmäßigen Schmiedevorführungen, bei denen viele der Schmiedehämmer, Öfen und Essen betrieben werden. Sie lassen Schmiedehandwerk und frühindustrielle Fertigungstechniken in vielen Facetten wieder lebendig werden.

## Besucherzahlen
In dem Museum am Bremecker Hammer wurden im Jahr 2012 insgesamt 6.500 Besucher gezählt.